# Los chantas
Los chantas es una película de Argentina filmada en Eastmancolor dirigida por José Martínez Suárez según su propio guion escrito en colaboración con Gius según el libro de Norberto Aroldi que se estrenó el 3 de abril de 1975 y que tuvo como actores principales a Norberto Aroldi, Olinda Bozán, Alicia Bruzzo y María Concepción César. Aníbal Di Salvo, el futuro director de cine, fue el director de fotografía.
El título hace referencia al vocablo lunfardo "chanta", que proviene del genovés ciantapuffi' cuyo significado literal es plantaclavos -clavo en el sentido de deuda incobrable- significa individuo charlatán y jactancioso, así como aquel que no paga sus deudas.

## Sinopsis
Un vendedor ambulante, un cafetero, un jugador, un actor retirado, un provinciano y un fotógrafo, entre otros personajes que conviven en una pensión, tratan de ganarse la vida de algún modo mientras sueñan con el gran golpe que cambiará su vida.

## Reparto
Actuaron en el filme los siguientes intérpretes:
- Norberto Aroldi … Argentino, "El Flaco"
- Olinda Bozán … Doña Rosa
- Alicia Bruzzo … Norma
- María Concepción César … Beba
- Elsa Daniel … Patricia / Ana
- Cacho Espíndola … Daniel Mario, "Bicicleta"
- Juana Hidalgo … Magdalena
- Ángel Magaña … Don Aurelio
- Lautaro Murúa … Padre de Patricia
- Héctor Pellegrini … Tito
- Jorge Salcedo … Cholo Morales
- Darío Víttori … Ingenieri
- Tincho Zabala … Cadorna
- Ringo Bonavena … Él mismo
- Augusto Codecá … Hombre en colectivo
- María Esther Corán … Mujer en colectivo
- Catalina Speroni … Alicia
- Frida Winter … Amiga de Alicia
- Alberto Quiles … Maître
- Jorge de la Riestra … Benítez
- Roberto Carnaghi … Conserje
- Alicia Aller … Hilda
- Pablo Cumo … Secuaz de Benítez
- Coco Fosatti … Chofer de colectivo
- Lelio Lesser … Mozo
- Mario Benigno
- Rodolfo Brindisi
- Pedro Desio
- Saúl Szabó
- Susana Soto
- Oscar Llompart
- Jorge Sassi
- Miguel Paparelli
- Matías Alonso
- Susana Víctor
- Jesús Pampín

## Comentarios
El Heraldo del Cine escribió:

”El asunto daba para mucho más pero de cualquier manera Martínez Suárez consigue secuencias muy lúcidas y hay aciertos en el diálogo que el público festeja.”

La Gaceta opinó:

”Martínez Suárez y Aroldi… se interesaron por un tratamiento cálido de los personajes ofreciendo una visión entre piadosa y escéptica.”

Manrupe y Portela escriben:

”Del mejor costumbrismo de la época, un cine porteño y ciudadano con el buen oficio del director y una historia entretenida.”